# Biała księga Churchilla
Biała księga Churchilla (ang. The Churchill White Paper) – oficjalny dokument przyjęty 3 czerwca 1922 przez Izbę Lordów, wyjaśniający w jaki sposób Wielka Brytania rozumie obietnicę deklaracji Balfoura utworzenia w Palestynie „żydowskiej siedziby narodowej”. Dokument został opracowany przez sekretarza kolonii Winstona Churchilla.
Była to pierwsza z Białych Ksiąg odnoszących się do brytyjskiego Mandatu Palestyny. W 1930 została opublikowana biała księga Passfielda, a następnie biała księga z 1939.

## Tło historyczne
Koniec I wojny światowej był niezwykle trudnym okresem dla mieszkańców Bliskiego Wschodu. W wyniku pokonania Imperium Osmańskiego, brytyjskie wojska przejęły kontrolę nad rozległymi terenami, w tym nad Palestyną. Społeczność żydowska wiązała swoje nadzieje ze złożoną w 1917 brytyjską obietnicą utworzenia w Palestynie „żydowskiej siedziby narodowej”, która była zawarta w deklaracji Balfoura. Natomiast dla społeczności arabskiej niezwykle ważną była korespondencja prowadzona podczas wojny między brytyjskim wysokim komisarzem Egiptu sir Henry McMahonem a szarifem Mekki Said Husajn ibn Ali. Korona brytyjska zgodziła się wówczas „poprzeć arabskie dążenia niepodległościowe” w Imperium osmańskim. W zamian Arabowie przyłączyli się do wojny przeciwko Turkom. Na podstawie tych dwóch częściowo sprzecznych ze sobą obietnic, zarówno Żydzi, jak i Arabowie byli przekonani, że Wielka Brytania obiecała im utworzenie niepodległego państwa w Palestynie. Mocarstwa zachodnie były jednak związane odrębną umową Sykes-Picot zawartą w 1916 pomiędzy Wielką Brytanią a Francją. Wszystkie te wydarzenia były przedmiotem szerokiej dyskusji prowadzonej zarówno wśród Arabów, jak i Żydów. Zdając sobie sprawę z dużej niepewności dalszych losów całego regionu, przywódca ruchu syjonistycznego Chaim Weizman spotkał się z arabskim emirem Fajsalem I. Zawarta przez nich 3 stycznia 1919 umowa Fajsal-Weizman otwierała drogę dla żydowskiej emigracji do Palestyny w zamian za poparcie koncepcji utworzenia zjednoczonego państwa arabskiego. Umowa przetrwała jedynie kilka miesięcy, ponieważ decyzje konferencji pokojowej w Paryżu odmówiły Arabom niepodległości. Emir Fajsal czuł się oszukany, ponieważ brytyjsko-francuska umowa Sykes-Picot okazała się obowiązująca zachodnie mocarstwa. Terytorium Bliskiego Wschodu miało zostać podzielone na dwa mandaty: francuski Mandat Syrii i Libanu i brytyjski Mandat Palestyny. Fajsal wkrótce zaczął wyrażać wątpliwości do dalszych perspektyw współpracy z ruchem syjonistycznym i zaangażował się w utworzenie Wielkiej Syrii. Konsekwencją było nasilenie tendencji panarabizmu i wybuch walk w Libanie i Syrii. Brytyjczycy wycofali się z tego obszaru, robiąc miejsce do wkroczenia wojsk francuskich, które miały zająć Mandat Syrii i Libanu.
Tymczasem niepokoje udzieliły się także arabskiej społeczności w Palestynie. 27 lutego 1920 w Jerozolimie doszło do ogromnej demonstracji, w której wzięło udział ponad 40 tys. Arabów. Demonstranci protestowali przeciwko żydowskiej imigracji, deklaracji Balfoura i działalności syjonistów w Palestynie. W kilka dni później, 1 marca 1920, kilkuset libańskich Arabów zaatakowało niewielką żydowską osadę Tel Chaj, położoną przy granicy z dzisiejszym Libanem. Podczas obrony zginęło 8 Żydów, w tym Josef Trumpeldor. Wywołało to duże zaniepokojenie przywódców ruchu syjonistycznego, którzy wielokrotnie zwrócili się do brytyjskich władz o zapewnienie bezpieczeństwa żydowskim osadom i zakazanie arabskich pro-syryjskich wieców. Ich prośby były jednak ignorowane. Obawy przed kolejnymi atakami i pogromami jeszcze bardziej się nasiliły, gdy 7 marca 1920 emir Fajsal I został ogłoszony królem Wielkiej Syrii, w której skład miała wejść także Palestyna. Dzień później zorganizowano dużą demonstrację w Jerozolimie, podczas której arabski tłum protestował przeciwko żydowskiej imigracji i syjonizmowi. Doszło wówczas do incydentu, gdy kilku młodych Żydów zaczęło krzyczeć hasła popierające syjonizm. Doprowadziło to do starcia, w którym rannych zostało dziesięciu Żydów. Brytyjscy policjanci jednak natychmiast zareagowali, przerywając demonstrację i aresztując sprawców pobicia. 12 marca burmistrz Jerozolimy, Musa al-Husajni, udał się na czele arabskiej delegacji do Kairu, aby spotkać się tam z brytyjskim sekretarzem kolonii Winstonem Churchillem. Do spotkania doszło 28 marca. Musa al-Husajni przedstawił arabskie żądania, którymi było anulowanie deklaracji Balfoura, powstrzymanie żydowskiej imigracji i osadnictwa, oraz utworzenie palestyńskiego rządu i parlamentu wybieranego przez palestyńskich Arabów. Równocześnie al-Husajni oskarżył Wielką Brytanię o stronniczość na korzyść Żydów, i złamanie obietnic złożonych wcześniej Arabom. Winston Churchill odmówił przyjęcia tych żądań i odesłał delegację z powrotem do Palestyny. Ich powrót do Jerozolimy zbiegł się z muzułmańskim świętem Nabi Musa. 4 kwietnia 1920 na Starym Mieście Jerozolimy wybuchły zamieszki w Nabi Musa, podczas których zginęło 5 Żydów i 4 Arabów, a 216 Żydów i 23 Arabów zostało rannych. Starcia trwały cztery dni i zostały powstrzymane przez brytyjskie wojsko. Sądy skazały ponad 200 osób, w tym 39 Żydów. Al-Hadżdż Muhammad Amin al-Husajni został oskarżony o nakłanianie Arabów „płomiennymi mowami” do rozruchów. Przed wydaniem wyroku przez sąd wojskowy, zdołał on uciec wraz z wieloma innymi arabskimi nacjonalistami. Brytyjski sąd skazał go zaocznie na dziewięć lat więzienia. Odwołano także burmistrza Jerozolimy, Musa al-Husajni. Na jego miejsce powołano Radżiba al-Naszaszibi, z konkurencyjnego do al-Husajni klanu Naszaszibi. Pogłębiło to rozłam między tymi dwoma największymi palestyńskimi klanami i utwierdziło członków rodziny al-Husajni, że zostali w ich zrozumieniu niesprawiedliwie skrzywdzeni. W maju 1920 brytyjski rząd wysłał do Palestyny komisję śledczą Palina, która miała zbadać przyczyny i okoliczności zamieszek. Jako przyczyny wybuchu zamieszek wskazano rozczarowanie Arabów niespełnieniem obietnic o niepodległości, które władze brytyjskie złożyły im podczas wojny, oraz przekonanie Arabów, że deklaracja Balfoura oznacza pozbawienie ich prawa do samostanowienia, oraz obawy, że ustanowienie „żydowskiej siedziby narodowej” będzie związany z dużą imigracją żydowską, która doprowadzi do gospodarczego i politycznego podporządkowania palestyńskich Arabów pod Żydów. Brytyjskie władze mandatowe, dążąc do uspokojenia arabskich niepokojów, rozpoczęły realizować politykę ograniczania żydowskiej imigracji napływającej do Palestyny.

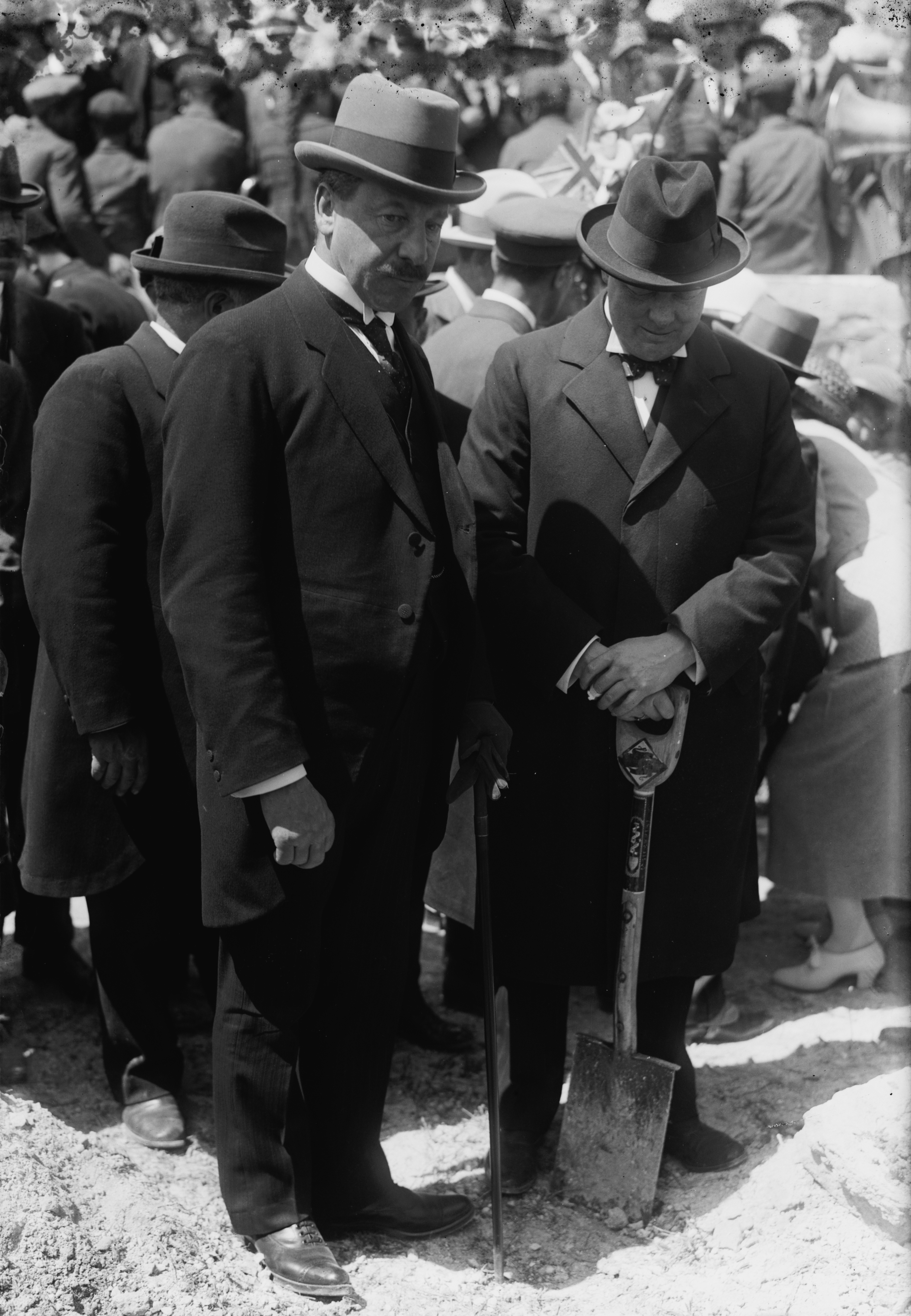
Wysoki komisarz Palestyny sir Herbert Samuel i sekretarz stanu ds. kolonii Winston Churchill, Palestyna 1921

W lipcu 1920 administracja wojskowa została zastąpiona przez administrację cywilną, kierowaną przez wysokiego komisarza Palestyny. W tym celu 20 czerwca 1920 do Palestyny przybył sir Herbert Samuel, który 1 lipca oficjalnie został pierwszym wysokim komisarzem Palestyny. Próbował on stworzyć samorządowe instytucje żydowskiej i arabskiej społeczności Palestyny, napotkał jednak na opór arabskich przywódców, którzy odmówili współpracy z jakąkolwiek instytucją, w skład której weszliby Żydzi. Natomiast przywódcy społeczności żydowskiej zdali sobie sprawę, że nie mogą liczyć na ochronę ze strony brytyjskich władz, dlatego przystąpili do organizowania własnej podziemnej organizacji paramilitarnej Hagana. W marcu 1921 Winston Churchill odwiedził Palestynę i spotkał się z delegacją Arabskiego Komitetu Wykonawczego, która wezwała brytyjski rząd do anulowania deklaracji Balfoura, wstrzymania żydowskiej imigracji i ustanowienia arabskiego rządu narodowego. W odpowiedzi Churchill ogłosił, że rząd brytyjski ma zobowiązania względem narodu żydowskiego zgodnie z deklaracją Balfoura. Słowa te wywołały duże wzburzenie wśród palestyńskich Arabów. W tym samym miesiącu w Jafie została wznowiona działalność arabskiej gazety „Filastin”, która sprzeciwiała się brytyjskiej polityce i podburzała przeciwko Żydom. Zgoda brytyjskich władz na wydawanie tej gazety utwierdziła arabskich przywódców w przekonaniu, że władze dają im przyzwolenie na antyżydowską i antysyjonistyczną działalność. Chwycili się przy tym antybolszewickiego stanowiska Churchill, który twierdził, że „bolszewizm należy zdusić w zarodku”. Arabowie powiedzieli teraz, że „bolszewizm” przywiózł Żydów z Europy Wschodniej, starając się w ten sposób wzbudzić sympatię konserwatywnych Brytyjczyków. Wykorzystując te argumenty doprowadzili w dniach 1–7 maja 1921 do wybuchu zamieszek w Jafie. Podczas rozruchów zginęło 47 Żydów i 48 Arabów, a rannych zostało 146 Żydów i 73 Arabów. Były to największe jak do tej pory arabskie zamieszki w Palestynie. Wydarzenia te doprowadziły do ponownego rozważenia przez Brytyjczyków tematu obietnic złożonych Żydom. 14 maja 1921 wysoki komisarz Palestyny sir Herbet Samuel nakazał zatrzymać napływ nowych żydowskich imigrantów do Palestyny, aby dać czas na analizę faktów. 3 czerwca odbyły się uroczystości z okazji urodzin brytyjskiego króla Jerzego V. W swoim wystąpieniu sir Samuel powiedział, że brytyjski rząd nigdy nie pozwoli na powstanie żydowskiego rządu, który panowałby nad arabską większością i zagarnąłby arabską ziemię. Dodał, że deklaracja Balfoura ma na celu umożliwienie napływu do Palestyny żydowskich imigrantów, których praca i wiedza umożliwią „rozwinąć kraj dla dobra wszystkich jej mieszkańców”. Mowa ta miała na celu uspokojenie Arabów, stanowiła jednak zasadniczy zwrot w stanowisku zajmowanym przez Samuela. Doszedł on do wniosku, że aby umożliwić dalszą realizację programu ruchu syjonistycznego, musi być pozyskana współpraca arabska. W tym duchu zaproponował utworzenie żydowskich i arabskich instytucji przedstawicielskich. W rezultacie powstały żydowskie Zgromadzenie Reprezentantów i arabska Najwyższa Rada Muzułmańska. Aby uspokoić nastroje społeczności arabskiej, brytyjskie władze uzyskały zgodę Ligi Narodów na wydzielenie z terytorium Mandatu Palestyny obszaru położonego na wschód od rzeki Jordan, tworząc tam arabski Emirat Transjordanii (obszar ten wyłączono z deklaracji Balfoura). Następnie sir Samuel wyraził zgodę, aby Al-Hadżdż Muhammad Amin al-Husajni powrócił do Palestyny i został wielkim muftim Jerozolimy.
Sir Samuel przedstawił w Londynie nową interpretację deklaracji Balfoura. Wywołało to burzliwą dyskusję, a Izba Lordów potępiła naruszenie brytyjskich obietnic złożonych Arabom, domagając się wprowadzenia odpowiednich zmian. W rezultacie Winston Churchill rozpoczął pracę nad odpowiednim dokumentem, który został 3 czerwca 1922 przyjęty w Izbie Lordów większością głosów. Była to biała księga Churchilla, która w znacznym stopniu ograniczyła liczebność nowych żydowskich imigrantów napływających do Palestyny i ograniczyła polityczne aspiracje syjonistów. Arabowie, poprzez przyznanie im środków rządowych, uzyskali znaczną samodzielność i przekonanie o poparciu Wielkiej Brytanii.

## Tekst dokumentu
Brytyjska biała księga z czerwca 1922 r.
Sekretarz stanu ds. kolonii ponownie rozpatrzył sytuację polityczną w Palestynie, z bardzo szczerą chęcią odpowiedzenia na rozliczne rozległe pytania, które stały się przyczyną niepewności i niepokojów wśród pewnych grup ludności. Po konsultacji z wysokim komisarzem Palestyny (sir Herbetem Samuelem) zostało sporządzone poniższe oświadczenie. Zasadniczo jest to podsumowanie korespondencji, która była prowadzona między sekretarzem stanu i delegacją Muzułmańskiej i Chrześcijańskiej Społeczności Palestyny, która przez pewien czas przebywała w Anglii, i potwierdziła wyciągnięte wnioski.
Napięcia, które od czasu do czasu pojawiają się w Palestynie, są głównie powodem obaw dotykających zarówno Arabską, jak i Żydowską część populacji. O ile chodzi o Arabów, obawy te są wynikiem błędnego i przesadzonego interpretowania zrozumienia deklaracji Balfoura z 2 listopada 1917 roku, która sprzyja utworzeniu żydowskiej siedziby narodowej w Palestynie.
Nieautoryzowane wypowiedzi zasugerowały, że celem działań jest utworzenie całkowicie żydowskiej Palestyny. Zostały przy tym wykorzystane takie zwroty jak, Palestyna ma stać „żydowska, tak jak Anglia jest angielska”. Rząd Jej Królewskiej Mości traktuje takie oczekiwania jako niewykonalne i nie ma takich zamiarów. Nie będą one realizowane w żadnym czasie, co wydaje się być obawą Arabów, że Arabska populacja, język i kultura w Palestynie zostaną podporządkowane. Oni zwracają uwagę, że deklaracja nie mówi, że Palestyna jako całość powinna być przekształcona w żydowską siedzibę narodową, ale że taki dom powinien być założony ‘w Palestynie’. W związku z tym, z satysfakcją obserwuję, że na posiedzeniu Kongresu Syjonistycznego, najwyższego organu Organizacji Syjonistycznej, który odbył się we wrześniu 1921 roku w Carlsbad, podjęto uchwałę wyrażającą oficjalne stanowisko syjonizmu, którego celem jest „ustanowienie narodu żydowskiego żyjącego z arabskim narodem na zasadach jedności i wzajemnego szacunku, zbudowanie wraz z nimi wspólnego domu dla rozkwitającego społeczeństwa, w którym każdy z narodów miałby zapewniony niezakłócony rozwój narodowy.”
Koniecznym jest również zwrócenie uwagi, że Komisja Syjonistyczna w Palestynie, obecnie określana jako Syjonistyczny Komitet Wykonawczy w Palestynie, nie chciał posiadać i nie posiada żadnego udziału w administracji państwowej. Zgodnie z Artykułem VI Projektu Mandatu Palestyny, Organizacji Syjonistycznej nie należy się żadne uprzywilejowane miejsce, ani żadne funkcje. Specjalna pozycja odnosi się do działań jakie należy podjąć w Palestynie względem ludności żydowskiej, że organizacja powinna pomóc w ogólnym rozwoju kraju, ale nie upoważnia jej do udziału w jakimkolwiek stopniu w jego rządzie.
Ponadto uznaje się, że wszyscy obywatele Palestyny z punktu widzenia prawa są Palestyńczykami, i nie dopuszcza się, aby jakaś część z nich mogła posiadać inny status prawny. Ludności żydowskiej w Palestynie może wydawać się, i niektórzy z nich niepokoją się, że rząd Jej Królewskiej Mości może odejść od polityki zawartej w deklaracji z 1917 roku. Koniecznym jest więc, abyśmy jeszcze raz potwierdzili, że takie obawy są bezpodstawne, i że deklaracja jest potwierdzona przez mocarstwa aliantów na konferencji w San Remo i w traktacie z Sevres, i nie będzie zmieniona.
Podczas ostatnich dwóch lub trzech pokoleń Żydów ponownie żyjących w społeczności Palestyny, ich liczba osiągnęła wielkość 80 000, z czego około jedna czwarta jest rolnikami lub robotnikami rolnymi. Społeczność ta ma własne organy polityczne; wybierane zgromadzenie realizujące kierunki rozwoju; wybierane rady miejskie; i organizację sprawującą kontrolę nad swoimi szkołami. Posiada wybieranego naczelnego rabina i Radę Rabiniczną nadzorującą ich sprawy religijne. Jej działalność jest prowadzona w języku hebrajskim jako ich ojczystym języku, a prasa hebrajska zaspokaja ich potrzeby. Ma swoje charakterystyczne życie intelektualne i prowadzi znaczną działalność gospodarczą. Ta społeczność, z jej miastami i ludnością wiejską, jej politycznymi, religijnymi i społecznymi organizacjami, własnym językiem, własnymi zwyczajami, swoim własnym życiem, posiada w rzeczywistości cechy „narodowe”. Kiedy pada pytanie, co rozumiemy przez utworzenie Żydowskiej Siedziby Narodowej w Palestynie, możemy odpowiedzieć, że nie jest nią narzucenie narodowości Żydowskiej na wszystkich mieszkańców Palestyny, ale dalszy rozwój istniejącej społeczności żydowskiej przy pomocy Żydów z innych części świata, tak aby mogła się ona stać centrum istnienia narodu Żydowskiego, jako całości, pod względem religii i rasy, zainteresowań i poczucia dumy. Społeczność ta powinna mieć najlepsze perspektywy swobodnego rozwoju i zapewnione pełne możliwości dla Żydów, aby rozwijali swoje zdolności. Istotnym jest, aby wiedzieli, że w Palestynie są pod ochroną prawa i nie muszą cierpieć. Jest to powód, dlaczego koniecznym było udzielenie międzynarodowych gwarancji dla istnienia Żydowskiej Siedziby Narodowej w Palestynie, i że powinna zostać ona formalnie uznana na podstawie jej starożytnej historii.
Jest to interpretacja rządu Jej Królewskiej Mości dla deklaracji z 1917 roku, i w zrozumieniu sekretarza stanu, nie zawiera ani nie sugeruje niczego, co mogłoby niepokoić ludność arabską w Palestynie lub być rozczarowaniem dla Żydów.
W celu realizacji tej polityki niezbędnym jest, aby społeczność żydowska w Palestynie mogła zwiększać swoją wielkość poprzez imigrację. Imigracja ta nie może być tak wielka, aby przekroczyć możliwości ekonomiczne kraju w przyjmowaniu nowych przybyszów. Istotnym jest, aby zapewnić, że imigranci nie będą ciężarem dla ludności Palestyny, i nie pozbawią zatrudnienia części obecnej populacji. Dotychczasowa imigracja spełniała te warunki. Liczba imigrantów pod Brytyjską okupacją wynosiła około 25 000.
Koniecznym jest również zapewnienie, że osoby, które są politycznie niepożądane nie wjadą do Palestyny, a administracja podejmie w tym celu wszelkie środki ostrożności.
Zakłada się, że powinna zostać ustanowiona w Palestynie specjalna komisja, składająca się wyłącznie z członków nowej Rady Legislacyjnej wybranej przez społeczeństwo, której zostaną przyznane uprawnienia administracyjne regulowania spraw dotyczących imigracji. Każda różnica zdań powstała między tą komisją a administracją, zostanie przekazana do rządu Jej Królewskiej Mości, który nada jej szczególną wagę. Ponadto na podstawie Artykułu 81 Projektu Mandatu Palestyny, każda wspólnota religijna lub znaczna część populacji Palestyny będą posiadać ogólne prawo do odwołania się, za pośrednictwem wysokiego komisarza i sekretarza stanu, do Ligi Narodów w każdym względzie w którym uznają, że warunku Mandatu nie zostały spełnione przez Rząd Palestyny.
Odnosząc się do Konstytucji, której projekt został już opublikowany i jest obecnie przygotowywany do zatwierdzenia w Palestynie, pożądane jest, aby zwrócić szczególną uwagę na niektóre punkty. W pierwszej kolejności, nie właściwe jest zrozumienie Delegacji Arabskiej, że w czasie wojny rząd Jej Królewskiej Mości podjął zobowiązanie, że powinien być od razu utworzony niezależny rząd państwowy w Palestynie. Zrozumienie to opiera się na liście z 24 października 1915 roku, od sir Henry McMahona, komisarza Jej Królewskiej Mości w Egipcie, do szarifa Mekki, teraz króla Królestwa Hidżazu, Said Husajn ibn Ali. List ten jest cytowany jako złożenie obietnicy szarifowi Mekki uznania i popierania niezależności Arabów na terytoriach proponowanych przez niego. Ale obietnica ta została udzielona wyłącznie do obszarów wyszczególnionych w tym piśmie, z wyłączeniem takich terytoriów jak część Syrii leżąca na zachód od dzielnicy Damaszku. Zastrzeżenie to zawsze było rozumiane przez rząd Jej Królewskiej Mości, jako obejmujące Bilajet Bejrutu oraz niezależny Sanjak Jerozolimy. Z obietnicy sir Henry McMahona została więc wykluczona cała Palestyna na zachód od Jordanu.
Niemniej jednak, intencją rządu Jej Królewskiej Mości jest promowanie ustanowienia pełnego samorządu w Palestynie. Ale ze względu na szczególne okoliczności tego kraju, powinno to być zrealizowane na drodze kolejnych kroków, a nie nagle. Pierwszy krok został podjęty, w ustanowieniu instytucji Administracji Cywilnej i nominowania obecnie istniejącej Rady Konsultacyjnej. Wysoki komisarz stwierdził wówczas, że był to pierwszy krok w tworzeniu samorządowych instytucji i proponuje się obecnie, aby zrobić drugi krok, poprzez ustanowienie Rady Legislacyjnej składającej się z członków wybranych na zasadzie proporcji. Została ona zaproponowana w opublikowanym projekcie, aby trzech członków tej Rady było nieoficjalnymi członkami nominowanymi przez wysokiego komisarza, i pełniącymi rolę opozycji do jej działalności, na podstawie przekonujących rozważań, ale sekretarz stanu jest gotowy zrezygnować z tego. Rada Legislacyjna będzie składać się z wysokiego komisarza jako prezydenta, dwunastu wybieranych i dziesięciu stałych członków. sekretarz stanu jest zdania, że byłoby mądre, aby od ustanowienia kolejnego organu samorządu w Palestynie do utworzenia władzy wykonawczej, upłynęło trochę czasu. W okresie tym, krajowe instytucje zostaną dobrze poznane; pozycja finansowa oprze się na solidnych fundamentach, a Palestyńscy urzędnicy zdobędą doświadczenie w dobrych metodach rządzenia. Po kilku latach sytuacja zostanie ponownie przeanalizowana i jeśli doświadczenie pokaże, że będzie to uzasadnione, przekaże się większy zakres władzy wybranym przedstawicielom narodu.
Sekretarz stanu zwraca uwagę, że obecna administracja przeniosła już do Naczelnej Rady wybranej przez muzułmańską społeczność Palestyny wszystkie dotacje religijne (Waqf) oraz muzułmańskie sądy religijne. Rada Administracyjna dobrowolnie przekazała znaczne dochody pochodzące z dawnych dotacji przyznawanych przez rząd turecki. Departament Edukacji działa przez przedstawiciela komitetu we wszystkich grupach populacji, Departament Handlu i Przemysłu czerpie korzyści z jednoczesnej działalności Izb Handlowych, które zostały określone w głównych ośrodkach. Intencją administracji jest zwiększyć powiązania między podobnymi komitetami a departamentami rządu.
Sekretarz stanu uważa, że ta linia polityki, w połączeniu z utrzymaniem pełnej wolności religijnej w Palestynie i skrupulatnym dbaniem o prawa każdej społeczności w odniesieniu do swoich miejsc świętych, doprowadzi do powstania ducha współpracy, na którego podstawie zostanie wybudowana przyszłość postępu i dobrobytu Ziemi Świętej.

## Konsekwencje
Biała księga Churchilla potwierdzała ważność obietnic złożonych w deklaracji Balfoura. Przedstawiona w dokumencie interpretacja tłumaczyła, że przez ustanowienie „żydowskiej siedziby narodowej” nie należy rozumieć judaizacji całej Palestyny i naruszenia praw społeczności arabskiej. Zagwarantowano przy tym, że rozwój społeczności żydowskiej nie wpłynie na istnienie społeczności arabskiej. Dotyczyło to wielkości żydowskiej imigracji, która nie mogła mieć wpływu na sytuację gospodarczą kraju i poziom zatrudnienia jej dotychczasowych mieszkańców. Oznaczało to zapowiedź wprowadzenia ograniczeń ilościowych w imigracji. Niezwykle ważnym fragmentem dokumentu było rozdzielenie Palestyny na część położoną na zachód od rzeki Jordan. Na wschód od niej utworzono arabskie państwo – Emirat Transjordanii.
Dokument starał się zadowolić obie grupy społeczne, został jednak odrzucony zarówno przez Arabów, jak i Żydów. Społeczność żydowska zareagowała rozbudową swojej podziemnej organizacji paramilitarnej Hagana. Obejmowało to zakupy uzbrojenia, tworzenie magazynów amunicji i organizowanie szkoleń wojskowych. Celem było stworzenie sił samoobrony, zdolnych do powstrzymania w przyszłości arabskich zamieszek.